# Myrsine variabilis
Myrsine variabilis, conocido como el palo cordero (muttonwood) es un árbol del este de Australia. Su rango de distribución natural va desde las cercanías del poblado de Milton (35° S) en el sur de Nueva Gales del Sur hasta la cordillera McIlwraith en el extremo norte de Queensland (13° S).
El hábitat de Myrsine variabilis es en los límites de los bosques lluviosos de varios tipos; incluyendo tropical, subtropical, templados y de litoral.

## Descripción
Es un pequeño árbol de alrededor de 15 metros de alto de hasta 50 de diámetro. Notable por el follaje denso oscuro y su atractivo fruto azul.
El tronco es recto y en su mayor parte cilíndrico. La base del árbol no está ensanchada. La corteza es gris o café, algo corchosa y áspera con varias irregularidades; tales como líneas horizontales y grietas verticales.
Las hojas son prácticamente sésiles, el tallo de la hoja mide menos de 5 mm de largo. Las hojas son alternadas, dentadas en las plantas jóvenes, con el borde ondulado y relativamente rígidas. Son opuestas, lanceoladas a oblongas o en forma de huevo; de 3 a 8 cm de largo, no tienen usualmente una punta en el extremo. Las venas de las hojas están levantadas y son notables en ambas superficies.
Flores cremosas se forman en racimos a lo largo de los extremos de las ramas. Las flores miden 2 mm de largo en tallos de 4 mm de largo, el período de floración es mayormente entre julio y agosto. El fruto de color azul o violeta madura entre noviembre a diciembre; siendo una drupa de 5 mm de diámetro. 
El fruto es comido por el melífago de Lewin y la paloma Ptilinopus regina. La germinación de la semilla fresca ocurre sin ninguna dificultad. Se recomienda la remoción del arilo carnoso para ayudar a la germinación de la semilla.

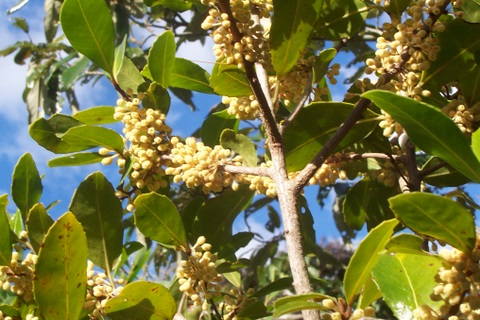
Myrsine variabilis en Nueva Gales del Sur, Australia.